# Бедуїни

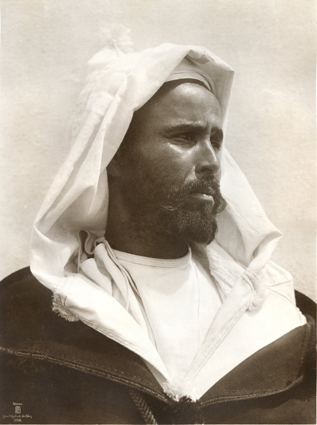
Бедуїн з Тунісу

Бедуї́ни (араб. бадаві — житель пустелі, від слова ба́дія/баду — пустеля) — кочові та напівкочові араби Аравійського півострова і Північної Африки. У вузькому розумінні бедуїни — кочовики-верблюдоводи, на відміну від напівкочових вівцеводів і козоводів. Також термін часом використовується, щодо інших кочових народів регіону, які мають схожий спосіб життя, наприклад говорять про туарегів бедуїнів.
Кількість бедуїнів у багатьох країнах неможливо підрахувати: вони не реєструють новонароджених та померлих, не мають паспортів, не беруть участі у переписах населення.
Бедуїни живуть родами, племенами, хамулами. Вони поєднуються у селища, керівництво якими традиційно здійснює шейх. Він також виконує функції судді (йому належить право визначати розмір та форму матеріальної компенсації для вирішення конфлікту і після її виплати саме шейхом оголошується «сульхе», що перекладається як прощення). У більшості бедуїнських племен звання шейха передається від батька до сина. Декілька десятків селищ підпорядковуються каді — особі духовного сану, який також має право на вирішення конфліктів між племенами з призначенням матеріального відшкодування (гроші, верблюди, автомобілі тощо)
Майже всі бедуїни сповідують іслам сунітського толку, за винятком деяких бедуїнських племен Сирії.
До XXI ст головними видами діяльності бедуїнів було скотарство (верблюди, вівці, кози, барани). Сучасні бедуїни не цураються туристів та туристичного бізнесу, охоче приймають гостей та пропонують послуги катання на верблюдах та джипах пустелею, програми зі сніданком або вечерею біля вогнища, шоу-програми з традиційними бедуїнськими танцями, піснями та казками.